# Hello! Project 2009 Winter 決定! ハロ☆プロ アワード'09 〜エルダークラブ卒業記念スペシャル〜
『Hello! Project 2009 Winter 決定! ハロ☆プロ アワード'09 〜エルダークラブ卒業記念スペシャル〜』（ハロー! プロジェクト にせんきゅう ウィンター けってい! ハロプロ アワードゼロきゅう エルダークラブそつぎょうきねんスペシャル）は、2009年1月、2月に開催されたハロー!プロジェクト所属グループ、個人、参加の合同コンサートツアー。

## 出演者
- 中澤裕子、飯田圭織、安倍なつみ、保田圭、矢口真里、辻希美、小川麻琴、藤本美貴、稲葉貴子、メロン記念日、前田有紀、松浦亜弥、三好絵梨香、岡田唯、音楽ガッタス、モーニング娘。、Berryz工房、℃-ute、真野恵里菜、月島きらり starring 久住小春 (モーニング娘。)、Buono!、しゅごキャラエッグ!、ハロプロエッグ選抜
- MC まこと、矢口真里
- 横浜アリーナスペシャルゲスト：アイスクリー娘。、フランシス&愛子（後の大小姐）

## 日程
- 1月31日・2月1日（2回公演）：神奈川・横浜アリーナ

## DVD
『Hello! Project 2009 Winter 決定! ハロ☆プロ アワード'09 〜エルダークラブ卒業記念スペシャル〜』（2009年4月15日、hachama）

### Disc1
1. OPENING〜MC
2. イントロダクション （ハロプロエッグ）
3. 雨の降らない星では愛せないだろう? （ワンダフルハーツ→全員）
4. VTR（メンバー紹介映像）
5. MC
6. マノピアノ （真野恵里菜）
7. みんなのたまご （しゅごキャラエッグ!）
8. Come Together （音楽ガッタス）
9. MC
10. ケンチャナ 〜大丈夫〜 （前田有紀）
11. 浮気なハニーパイ （里田まい、是永美記、能登有沙、仙石みなみ、澤田由梨）
12. 悔し涙 ぽろり （中澤裕子）
13. はぴ☆はぴ サンデー! （月島きらり starring 久住小春 (モーニング娘。) with フランシス、愛子）
14. This is 運命 （メロン記念日）
15. MC
16. FOREVER LOVE （℃-ute）
17. 抱きしめて 抱きしめて （Berryz工房）
18. たんぽぽ （飯田圭織、矢口真里→飯田圭織、矢口真里、石川梨華、紺野あさ美、柴田あゆみ、新垣里沙）
19. BABY! 恋にKNOCK OUT! （保田圭、吉澤ひとみ、小川麻琴）
20. MC
21. チョコレート魂 （松浦亜弥）
22. MC
23. Yeah! めっちゃホリディ （松浦亜弥）
24. 笑顔に涙〜THANK YOU! DEAR MY FRIENDS〜 （松浦亜弥、稲葉貴子、メロン記念日、前田有紀、Berryz工房、℃-ute、三好絵梨香、岡田唯、光井愛佳・ジュンジュン、リンリン、真野恵里菜、ハロプロエッグ）
25. MC
26. 晴れ 雨 のち スキ ♡ （安倍なつみ、矢口真里、吉澤ひとみ、紺野あさ美、高橋愛、新垣里沙、亀井絵里）
27. 愛の園 〜Touch My Heart!〜 （飯田圭織、石川梨華、辻希美、小川麻琴、藤本美貴、道重さゆみ、田中れいな）
28. co・no・mi・chi （Buono!）
29. MC
30. デビュー!〜恋する角には福来る〜 （アイスクリー娘。）
31. MC
32. 人知れず 胸を奏でる 夜の秋 （中澤裕子、飯田圭織、保田圭、稲葉貴子）
33. Magic of Love （稲葉貴子、前田有紀）
34. スクリーン （安倍なつみ）
35. MC
36. 好きな先輩 （高橋愛、紺野あさ美、小川麻琴、新垣里沙）
37. ロマンティック 浮かれモード （藤本美貴、ハロプロエッグ選抜）
38. カッチョイイゼ!JAPAN （美勇伝、Berryz工房、℃-ute、ハロプロエッグ選抜）
39. MC
40. 泣いちゃうかも （モーニング娘。）
41. リゾナント ブルー （モーニング娘。）
42. 涙の色 （℃-ute）
43. MADAYADE （Berryz工房）
44. MC
45. モーニングコーヒー （中澤裕子、飯田圭織、安倍なつみ）
46. ここにいるぜぇ! （中澤裕子、飯田圭織、安倍なつみ、矢口真里、保田圭、石川梨華、吉澤ひとみ、辻希美、高橋愛、紺野あさ美、小川麻琴、新垣里沙）
47. LOVEマシーン （中澤裕子、飯田圭織、安倍なつみ、矢口真里、保田圭、石川梨華、吉澤ひとみ、辻希美、紺野あさ美、小川麻琴、藤本美貴、モーニング娘。→全員）
48. 未知なる未来へ （全員）
49. MC
50. ALL FOR ONE & ONE FOR ALL! （全員）

### Disc2
特典映像　バックステージ映像
1. Hello!　Project 2009 Winter ワンダフルハーツ公演 〜 革命元年 〜
2. エルダークラブ公演〜Thank you for your LOVE!〜
3. Hello! Project 2009 Winter 決定! ハロ☆プロ アワード'09 〜エルダークラブ卒業記念スペシャル〜